# Adam Pineault
Pour les articles homonymes, voir Pineault.
Adam Pineault (né le 23 mai 1986 à Holyoke, dans l'État du Massachusetts aux États-Unis) est un joueur professionnel de hockey sur glace.

## Carrière de joueur
Il a été repêché au 2e tour, 46e au total par les Blue Jackets de Columbus au repêchage d'entrée de 2004. Il évoluait dans la Ligue américaine de hockey avec les IceHogs de Rockford au poste de ailier droit.
Il est échangé le 10 janvier 2009 aux Blackhawks de Chicago par les Blue Jackets de Columbus en retour de Michael Blunden.

## Statistiques
| Saison     | Équipe                   | Ligue      |    | Saison régulière | Saison régulière | Saison régulière | Saison régulière | Saison régulière |    | Séries éliminatoires | Séries éliminatoires | Séries éliminatoires | Séries éliminatoires | Séries éliminatoires |
| Saison     | Équipe                   | Ligue      | PJ | B                | A                | Pts              | Pun              | PJ               | B  | A                    | Pts                  | Pun                  |                      |                      |
| 2001-2002  | États-Unis               | NAHL       | 38 | 11               | 4                | 15               | 11               | -                | -  | -                    | -                    | -                    |                      |                      |
| 2002-2003  | États-Unis               | NAHL       | 9  | 5                | 4                | 9                | 13               | -                | -  | -                    | -                    | -                    |                      |                      |
| 2003-2004  | Eagles de Boston College | NCAA       | 29 | 4                | 4                | 8                | 30               | -                | -  | -                    | -                    | -                    |                      |                      |
| 2004-2005  | Wildcats de Moncton      | LHJMQ      | 61 | 26               | 20               | 46               | 64               | 12               | 2  | 6                    | 8                    | 18                   |                      |                      |
| 2005-2006  | Wildcats de Moncton      | LHJMQ      | 55 | 29               | 30               | 59               | 94               | 21               | 14 | 8                    | 22                   | 25                   |                      |                      |
| 2006-2007  | Crunch de Syracuse       | LAH        | 57 | 12               | 16               | 28               | 66               | -                | -  | -                    | -                    | -                    |                      |                      |
| 2007-2008  | Crunch de Syracuse       | LAH        | 74 | 21               | 27               | 48               | 64               | 8                | 0  | 2                    | 2                    | 2                    |                      |                      |
| 2007-2008  | Blue Jackets de Columbus | LNH        | 3  | 0                | 0                | 0                | 0                | -                | -  | -                    | -                    | -                    |                      |                      |
| 2008-2009  | Crunch de Syracuse       | LAH        | 29 | 5                | 7                | 12               | 36               | -                | -  | -                    | -                    | -                    |                      |                      |
| 2008-2009  | IceHogs de Rockford      | LAH        | 41 | 5                | 9                | 14               | 16               | 4                | 0  | 0                    | 0                    | 2                    |                      |                      |
| 2009-2010  | HC Pardubice             | Extraliga  | 31 | 10               | 10               | 20               | 67               | 13               | 0  | 5                    | 5                    | 12                   |                      |                      |
| 2010-2011  | HC Pardubice             | Extraliga  | 48 | 9                | 5                | 14               | 60               | 7                | 0  | 0                    | 0                    | 6                    |                      |                      |
| 2011-2012  | Americans d'Allen        | LCH        | 3  | 1                | 1                | 2                | 0                | -                | -  | -                    | -                    | -                    |                      |                      |
| 2012-2013  | Americans d'Allen        | LCH        | 53 | 16               | 23               | 39               | 63               | 1                | 0  | 0                    | 0                    | 0                    |                      |                      |
| 2013-2014  | Grizzlies de l'Utah      | ECHL       | 28 | 3                | 8                | 11               | 20               | 5                | 0  | 1                    | 1                    | 0                    |                      |                      |
| Totaux LNH | Totaux LNH               | Totaux LNH | 3  | 0                | 0                | 0                | 0                | -                | -  | -                    | -                    | -                    |                      |                      |